# Cecília Meireles
Cecília Benevides de Carvalho Meireles, coneguda com a Cecília Meireles (Rio de Janeiro, 7 de novembre de 1901 - 9 de novembre de 1964), fou una periodista, professora i escriptora brasilera, que destacà especialment per les seves composicions poètiques.

## Biografia
Cecília Meireles va néixer a Tijuca, un barri situat a la zona nord de la ciutat de Rio de Janeiro. Filla de dos immigrants provinents de l'arxipèlag de les illes Açores, el seu pare, Carlos Alberto do Carvalho Meireles, era funcionari d'un banc, mentre Matilde Benevides Meireles es dedicava a l'educació. Nascuda orfe, la mare de Meireles va morir quan aquesta només tenia tres anys. Des de llavors va quedar al càrrec de la seva àvia materna, Jacinta García Benavides Meireles, que havia emigrat al Brasil des de l'illa açoriana de São Miguel. La casa de la seva àvia, envoltada de llibres i de silenci, propicià que aquests fossin uns companys de per vida per a l'autora. Segons ella mateixa:
| « | La meva infantesa de nena només em va donar dues coses que semblen negatives i sempre van ser positives per a mi: silenci i solitud. | » |

Va assistir a l'escola primària Estácio de Sá, on l'any 1910 va rebre la medalla d'or per haver fet tot un curs amb “distinçao e louvor”, que li entregà Olavo Bilac. Aquest mateix any, quan Cecília només tenia 9 anys, els professors constataren la seva capacitat creativa quan començà a escriure les primeres poesies. Posteriorment va assistir a l'institut d'Educació de Río de Janeiro (Escola normal) on es diplomà en magisteri l'any 1917, i des de llavors ensenyà a escoles oficials de l'antic Districte Federal. La seva labor en el camp de l'educació es reflectí en els articles que publicava als diaris sobre els problemes educatius del moment, convertint-se des de llavors en una preocupació constant que marcà la seva trajectòria vital. Per a Meireles, l'educació no era una pura formalitat basada en l'acumulació de dades indiscretes, sinó que:
| « | L'educació, per mi, és posar dins de l'individu, més enllà dels ossos de l'esquelet que ja té, una estructura de sentiment, un esquelet emocional. La comprensió basada en l'amor. | » |

Cecília Meireles es va casar amb el pintor portuguès Fernando Correia Dias l'any 1922, amb qui tingué tres filles: Maria Elvira, Maria Mathilde i Maria Fernanda, aquesta última una artista teatral consagrada en el món de la faràndula brasilera.
Meireles és coneguda per conrear en forma de "crònica" reflexions sobre temes diversos i convertir la labor de periodista en una faceta més de la seva producció. Va col·laborar a la premsa carioca escrivint sobre folklore. Durant els anys 1930 i 1931 la seva producció periodística tractà principalment els problemes educatius del país, que foren retratats per l'autora en diversos articles. L'any 1934 va fundar la primera biblioteca infantil del Brasil, el que ressegueix una preocupació constant de l'autora per la infantesa, que motivà la seva dedicació a l'educació infantil. Des d'aquest mateix any, Meireles va ensenyar literatura brasilera a Portugal, concretament a les universitats de Lisboa i Coïmbra, i des d'aquesta última va publicar l'assaig Batuque, Samba e Macumba, amb il·lustracions de la mateixa Meireles. Posteriorment va obtenir una plaça per impartir lliçons a la recent fundada Universitat Federal de Rio de Janeiro. També va impartir lliçons de Literatura i Cultura Brasilera a la Universitat de Texas durant l'any 1940.
Després que el seu primer marit, Fernando Correia Dias, se suïcidés l'any 1936 a causa de una depressió aguda, l'any 1940 Cecília es tornà a casar, aquest cop amb l'enginyer agrònom Heitor Vinícius da Silveira.

L'any 1943 va ser nomenada sòcia honorària del Real Gabinete Português de Leitura do Rio de Janeiro, una important biblioteca i centre cultural, el que reafirma la tasca literària i educativa de Cecília Meireles. L'autora es jubilà del seu càrrec de directora d'escola l'any 1951, però continuà treballant com a productora i redactora de programes culturals. Després de la seva jubilació, va viatjar per Índia i Europa, i va visitar per primera i única vegada les Illes Açores, d'on provenia tota la seva família; i, a l'illa de São Miguel, hi conegué personalment el poeta Armando César Cortes-Rodrigues, un amic amb qui mantenia correspondència des de l'any 1940. Per Meireles, que realitzà múltiples viatges arreu del món, passant per Estats Units, Europa, Àsia i Àfrica, viatjar consistia en un enriquiment humà. En les seves paraules:
| « | Viatjar per a mi mai no ha sigut turisme. Mai he tirat una fotografia d'un país exòtic. Viatjar és eixamplar l'horitzó humà. | » |

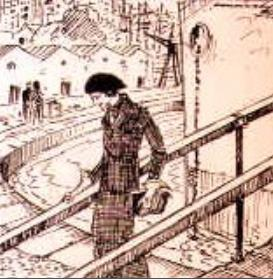
La poetesa Cecília Meireles desembarcant a Lisboa dibuixada pel seu primer marit, Fernando Correia Dias (1934)

Cecília Meireles va morir a Río de Janeiro, la seva ciutat natal, el 9 de novembre de 1964, a l'edat de 63 anys. a causa de la seva reconeguda labor, el seu cos va ser vetllat al Ministeri d'Educació i Cultura de Río de Janeiro.

## Obra

### Poesia
- Espectros (1919)
- Nunca Mais... e Poema dos Poemas (1923)
- Criança, meu amor (1923)
- Baladas Para El-Rei, (1925)
- A Festa das Letras (1937)
- Viagem (1939)
- Vaga Música (1942)
- Mar Absoluto (1945)
- Retrato Natural (1949)
- Amor em Leonoreta (1952)
- Doze Noturnos de Holanda e o Aeronauta (1952)
- Romanceiro da Inconfidência (1953)
- Poemas Escritos na índia (1953)
- Pequeno Oratório de Santa Clara (1955)
- Pístóia, Cemitério Militar Brasileiro (1955)
- Canção (1956)
- Romance de Santa Cecília (1957)
- A Rosa (1957)
- Metal Rosicler (1960)
- Poemas Escritos Na Índia (1962)
- Antologia Poética (1963)

### Prosa
- O Espírito Vitorioso (1935)
- Evocação Lírica de Lisboa (1948)
- Giroflê, Giroflá (1956)
- Eternidade em Israel (1959)
- Escolha o Seu Sonho (1964)
- Inéditos (1968)
- Problemas de Literatura Infantil (1950)
- A Bíblia na Literatura Brasileira (1957)
- Panorama Folclórico de Açores (1955)

### Teatre
- O jardim (1947)
- Ás de ouros (1947)

### Publicacions pòstumes
- Ou Isto Ou Aquilo (1965)
- Crônica Trovoada da Cidade de San Sebastiam (1965)
- Trovada da Cidade de San Sebastian do Rio de Janeiro (1965)
- O Menino Atrasado (1966)
- Poemas Italianos (1968)
- Flor de Poemas (1972)
- Poesias Completas (1973)
- Elegias (1974)
- Flores e Canções (1979)
- Canção da Tarde no Campo (2001)
- Poesia Completa, edição do centenário (2001)
- Crônicas de educação (2001)
- Episódio Humano (2007)

## Estil
Considerada una de les grans poetesses de la llengua portuguesa, Cecília Meireles se sol citar, juntament amb Manuel Bandeira i Drummond de Andrade, com una de les principals renovadores de la poesia brasilera. Malgrat la varietat de motius tècnics i la riquesa formal de l'obra de Meireles, la seva poesia troba la raó de la seva fama en el seu component humà, que en marca la diferència. Sota la forma d'aparent senzillesa, la poesia de l'autora aconsegueix, gràcies a la cuidada selecció del vocabulari, un simbolisme de ramificacions complexes, aconseguint una poesia d'imatges suggestives, amb una fort ressò sensorial que no renuncia a una indagació reflexiva de rerefons filosòfic.

L'obra de Cecília Meireles és un corpus de difícil categorització, degut tant a la seva varietat temàtica i formal, com a la gran extensió de la seva producció. Si bé és cert que se la sol englobar com a part de la segona generació del modernisme brasiler, Meireles també participa en el moment de la primera generació i, posteriorment, de la tercera, coincidint i distanciant-se en diferents punts de cada escola per conformar una poesia personal que va més enllà de l'adscripció a un moviment. D'aquesta manera, l'autora recupera una tradició clàssica i simbolista que fa que la seva poesia tingui un caràcter universal que transcendeix no només el modernisme, sinó qualsevol escola delimitada. Així, a la seva obra es poden trobar trets que van des del Modernisme fins al Romanticisme, el Realisme, el Gongorisme, el Surrealisme, el Classicisme o el Parnassianisme. Aquesta multiplicitat de trets característics, a vegades fins i tot contraposats, valgué a l'autora l'etiqueta d'atemporal. Segons Manuel Bandeira, a la seva obra es troben:
| «                 | Les claredats clàssiques, les millors subtileses del gongorisme, la nitidesa dels metres i de les consonants parnassianes, el difuminar la sintaxi dels simbolistes, les aproximacions inesperades dels super-realistes... Tot ben assimilat i fos en una tècnica personal, segura de sí i d'allò que vol dir. | » |
| — Manuel Bandeira | |   |

La creació de Meireles es va veure influïda també per la participació en el grup de la revista Fiesta (1927), un grup catòlic, conservador i anti-modernista. De la tradició d'aquest grup literari en va heretar una tendència espiritualista que recorre els seus treballs amb freqüència. La major part de les seves obres revelen expressions d'estats d'ànim en què predominen els sentiments de pèrdua amorosa i solitud. La fe catòlica també es reflectí en la seva poesia, on trobem homenatges a sants com O Romance de Santa Cecilia o Pequeno Oratório de Santa Clara. En la seva extensa producció abordà temes com la transitorietat de la vida, la fugacitat del temps, l'amor, l'infinit, la naturalesa o la creació artística; sent recurrents elements com el vent, l'aigua, el mar, l'aire; així com referències respecte a l'espai i el temps. D'aquesta manera, la seva poesia tracta des d'estadis fantasiosos fins a moments històrics reals del Brasil, com en els disset sonets que componen Espectros. També rescata per a les seves creacions episodis clau com ara Inconfidencia minera de 1789, que desenvolupa en el Romancero da Inconfidencia. Aquest arrelament a la realitat brasilera fa que l'autora conreï sovint la forma del romancero, una fórmula popular, alhora que recupera mites populars del passat com a manera de pensar i criticar el seu present.
En les seves poesies, però, també retrata un univers més subjectiu i oníric, on les imatges s'enllacen més enllà dels vincles normatius. Tant en aquests com en la major part dels seus poemes, la importància de la musicalitat és constant en tota la seva producció. Així, no és estrany trobar molts poemes titulats Canção, cosa que sens dubte remet a la intenció de l'autora de conrear una poesia basada en uns temps i melodies intencionades, fet que propicià que poemes com Canteiros i Motivo fossin musicats als anys '60 pel cantautor brasiler Raimundo Fagner. Aquesta musicalitat va apropar Meireles a fer una literatura dirigida al públic infantil i juvenil, on aprofita els recursos musicals mitjançant l'al·literació, l'assonància o la rima, experimentant també amb diferents mètriques. Algunes de les seves poesies infantils més conegudes són Leilão de Jardim, O Cavalinho Branco, Colar de Carolina, O mosquito escreve, Sonhos da menina, O menino azul i A pombinha da mata. Cecília Meireles també va ser autora d'un llibre infanto-juvenil basat en la seva pròpia infantesa, on relata l'experiència de ser criada per la seva àvia després de morir la seva mare; i també va reflexionar teòricament sobre la literatura per a infants en el seu assaig Problemes de literatura infantil (1951). També s'endinsà especialment en la seva pròpia infantesa en les seves memòries, Olinhos de gato.
L'any 1919 publicà el seu primer llibre de poesia, Espectro, que inclou poemes de caràcter simbolista. A aquest el seguiren Nunca mais.. e Poema dos Poemas, l'any 1923, i Baladas para El-Rei, l'any 1925. La seva extensa Elegia (1933-1937), dedicada a la memòria de l'àvia, recorre a la temàtica d'un nocturn funerari, tenint no obstant una interpretació de vital optimisme i clara lluminositat. Va ser a partir de l'any 1939 quan Meireles es va veure consolidada com autora a causa de la publicació de Viagem, poemari que li valgué un gran reconeixement per part del públic lector i de la crítica erudita, guanyant amb aquest llibre el Prêmio de Poesia da Academia Brasileira de Letras. La seva trajectòria poètica es va veure reafirmada amb Mar Absoluto (1944) i, seguidament, amb Retrato Natural (1949), que ja consagrà la seva genialitat. La seva reflexió sobre l'escriptura poètica la portà a afirmar:
No sé si les actuals condicions del món permeten l'equilibri de forma i expressió, perquè serien estranys els poetes en tal estat de vivència purament poètica, lliures de l'atordiment del temps, que aconsegueixin fer del crit música, això és, que creïn poesia com es formen els cristalls. Però crec que tots sofreixen, si són poetes. Perquè al final se sent que el crit és crit i la poesia ja és el crit (amb tota la seva força), però transfigurat.
Cecília Meireles fou també reconeguda com una gran escriptora de cròniques, gènere periodístic que es consolida al Brasil durant el segle xx. Aquesta forma es diferencia de les cròniques presents als diaris de la península Ibèrica perquè, a Sud-amèrica, aquests articles van més enllà del mer apartat de successos. Així, a la crònica que conrea l'autora engloba des del relat d'un esdeveniment específic fins a la realitat més universal de la vida quotidiana, sempre sota la premissa d'una qualitat literària valuosa per si mateixa. Les cròniques de Meireles tractaren temàtiques diverses, sobretot reflexionant sobre qüestions literàries, polítiques, o temes d'educació i cultura; i foren publicades pòstumament en diferents antologies a causa del seu valor documental i literari.

### Reinvençao(Reinvenció)
| Reinvençao | Reinvenció |
| --- | --- |
| A vida só é possível reinventada. Anda o sol pelas campinas e passeia a mão dourada pelas águas, pelas folhas... Ah! tudo bolhas que vêm de fundas piscinas de ilusionismo...— mais nada. Mas a vida, a vida, a vida, a vida só é possível reinventada. Vem a lua, vem, retira as algemas dos meus braços. Projeto-me por espaços cheios da tua Figura. Tudo mentira! Mentira da lua, na noite escura. Não te encontro, não te alcanço... Só — no tempo equilibrada, desprendo-me do balanço que além do tempo me leva. Só — na treva, fico: recebida e dada. Porque a vida, a vida, a vida, a vida só é possível reinventada. | La vida només és possible reinventada. Corre el sol pels camps i passeja la mà daurada per les aigües, per les fulles... Ah! tot bombolles que vénen de fondes piscines d'il·lusionisme... — res més. Però la vida, la vida, la vida, la vida només és possible reinventada. Ve la lluna, ve, em treu les manilles dels braços. Em projecto per espais plens de la teva Figura. Tot mentida! Mentida de la lluna, a la nit fosca. No et trobo, no t’atrapo... Només — en el temps equilibrada, em desprenc del balanç que més enllà del temps em porta. Només — a la tenebra, em quedo: rebuda i donada. Perquè la vida, la vida, la vida, la vida només és possible reinventada. |

## Premis i reconeixements
- Premi de poesia Olavio Bilac, de l'Academia Brasileña de Letras, per Viagem (1939).
- Sòcia honoraria del Real Gabinete Português de Leitura, en Río de Janeiro (1942)
- Oficial de la Orden del Mérito de Chile (1952)
- Sòcia honoraria el Instituto Vasco da Gama, en Goa (India) (1953)
- Doctora honoris causa, de la Universidad de Nueva Delhi (1953).
- Premi de traducció teatral, de la Asociación Paulista de Críticos de Arte (1962)
- Premi Jabuti per traducció literària, pel llibre Poemas de Israel (1963)
- Premi Jabuti de poesia, pel llibre Solombra (1964)
- Impressió del seu retrat al bitllet de 100 cruzados novos (1989)